# 藏红花苦素
藏红花苦素（英语：Picrocrocin），或译苦藏花素、苦番红花素，是藏红花醛的单萜糖苷前体。它存在于来自番红花的香料藏红花中。藏红花苦素有苦味，是对藏红花味道影响最大的化学物质。
在干燥过程中，藏红花苦素在葡萄糖苷酶的作用下释放出糖苷配基（HTCC，C10H16O2）。然后糖苷配基通过脱水转化为藏红花醛。藏红花苦素是类胡萝卜素玉米黄质的降解产物。